# Distretto di Płońsk
Il distretto di Płońsk (in polacco powiat płoński) è un distretto polacco appartenente al voivodato della Masovia.

## Geografia antropica

### Suddivisioni amministrative
Il distretto comprende 12 comuni.
- Comuni urbani: Płońsk, Raciąż
- Comuni rurali: Baboszewo, Czerwińsk nad Wisłą, Dzierzążnia, Joniec, Naruszewo, Nowe Miasto, Płońsk, Raciąż, Sochocin, Załuski